# Theodore Melfi
Theodore Melfi (New York, 27 ottobre 1970) è un regista, produttore cinematografico e sceneggiatore statunitense.
Italoamericano di New York, è conosciuto soprattutto per i film St. Vincent del 2014, per il quale ha ricevuto la nomination al Golden Globe per il miglior film commedia o musicale, e Il diritto di contare del 2016. È di origine italiana.

## Filmografia

### Regista

#### Cortometraggi
- The Story of Bob (2005)
- The Beneficiary (2008)
- Roshambo (2010)
- I Want Candy (2010)
- The Black Ghiandola (2017)
- Daughter (2020)

#### Lungometraggi
- Winding Roads (1999)
- St. Vincent (2014)
- Il diritto di contare (Hidden Figures) (2016)
- Il nido dello storno (The Starling) (2021)

### Produttore
- St. Vincent, regia di Theodore Melfi (2014)
- Il diritto di contare (Hidden Figures), regia di Theodore Melfi (2016)
- Insospettabili sospetti (Going in Style), regia di Zach Braff (2017)
- Il nido dello storno (The Starling), regia di Theodore Melfi (2021)
- American Dreamer, regia di Paul Dektor (2022)

### Sceneggiatore

#### Cortometraggi
- The Story of Bob (2005)
- I Want Candy (2010)

#### Lungometraggi
- Winding Roads, regia di Theodore Melfi (1999)
- St. Vincent, regia di Theodore Melfi (2014)
- Il diritto di contare (Hidden Figures), regia di Theodore Melfi (2016)
- Insospettabili sospetti (Going in Style), regia di Zach Braff (2017)
- American Dreamer, regia di Paul Dektor (2022)
- Ticket to Paradise, regia di Ol Parker (2022) - non accreditato